# 아마가사키정
아마가사키정(尼崎町)은 효고현 가와베군에 있던 촌이다. 현재의 아마가사키시 남동부 한신본선 연선에 해당한다.

## 역사
- 1889년 4월 1일 - 정촌제 시행에 의해 가와베군 아마가사키정이 설치되었다.
- 1916년 4월 1일 - 구 아마가사키정, 다치바나촌의 일부가 합병해 아마가사키시가 성립하여, 동일 아마가사키정은 폐지되었다.

## 교통

### 철도
- 철도성(현 서일본 여객철도
  - 후쿠치야마선
- 한신 전기 철도
  - 본선

### 도로
- 주고쿠 가도

## 참고문헌
- 가도카와 일본지명대사전 28 효고현